# Bingo & Julia
Bingo & Julia är en svensk realityserie som hade premiär på strömningstjänsten Amazon Prime Video den 25 augusti 2023. Säsong två hade premiär den 5 april 2024.

## Handling
Serien kretsar kring kändisparet, kändisfotografen Bingo Rimér och influeraren Julia Franzén och deras moderna familjekonstellation bestående av ex-partners och bonusbarn. Serien följer paret i bland annat Stockholm, Marbella och Jämtland.

## Medverkande
- Bingo Rimér
- Julia Franzén
- Katrin Zytomierska
- Alexander Schulman